# Louis Prang

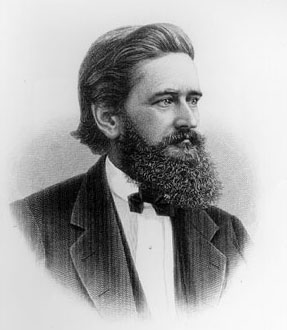
Louis Prang

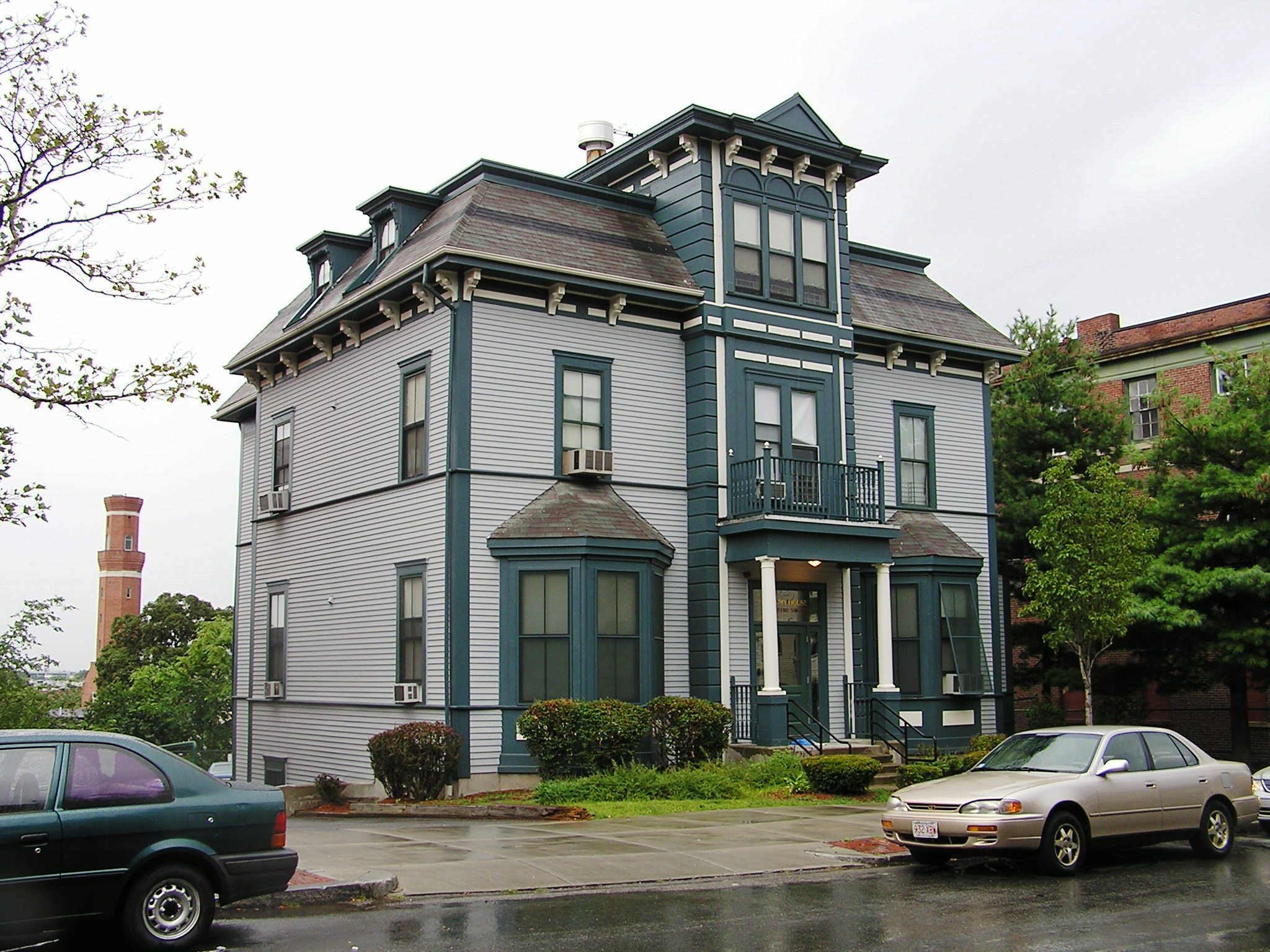
Louis-Prang-Haus in Roxbury, Boston, MA

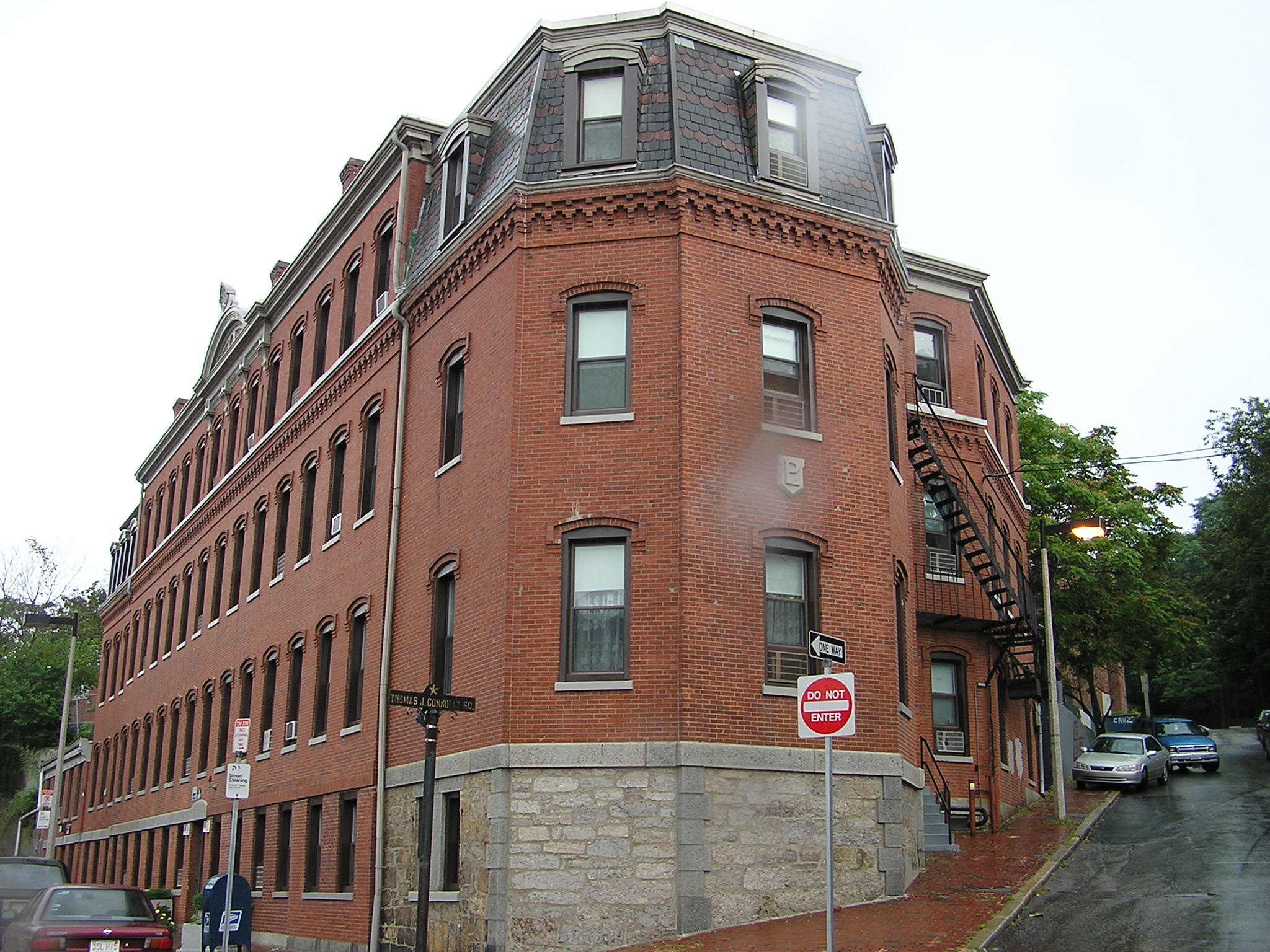
Louis-Prang-Fabrik in Roxbury, Boston, MA

Louis Prang (* 12. März 1824 in Breslau, Schlesien; † 14. September 1909 in Los Angeles) war ein US-amerikanischer Drucker, Lithograf und Verleger. Er wurde bekannt als „Vater der amerikanischen Weihnachtskarte“.

## Jugend
Prang wurde in Breslau geboren. Sein Vater Jonas Louis Prang war Hugenotte und Textilhersteller. Da Prang gesundheitliche Probleme hatte, konnte er nicht am Schulunterricht teilnehmen, und begann daher bei seinem Vater eine Lehre. Dort lernte er gravieren, färben und drucken. In den frühen 1840er Jahren arbeitete Prang in verschiedenen Druckereien und Textilfabriken rund um Böhmen. Bei seinen Reisen durch Europa wurde er in die Revolutionen von 1848 involviert und von der preußischen Regierung verfolgt. Aus diesem Grund verließ er Deutschland und ging in die Schweiz. Im Jahr 1850 wanderte Prang dann in die Vereinigten Staaten aus und ließ sich in Boston nieder.

## Frühe Werke
Prangs versuchte mit Architektur, Büchern und Lederwaren in den Vereinigten Staaten Fuß zu fassen, war aber damit nicht sehr erfolgreich. Aus diesem Grund fing er damit an, Holzschnitzereien zu fertigen und Illustrationen für Bücher zu zeichnen. 1851 arbeitete er für Frank Leslie und später mit John Andrew. Im selben Jahr heiratete Prang Rosa Gerber, eine Schweizerin, die er 1846 in Paris kennengelernt hatte.

## Karriere
1856 gründete Prang mit einem Partner Prang and Mayer, um Lithografien zu erstellen. Spezialisiert war die Firma auf Drucke von Gebäuden und Städten in Massachusetts. 1860 kaufte Prang die Anteile von seinem Partner und gründete die L. Prang Company. Von diesem Moment an arbeitete Prang an kolorierten Werbedrucken. Seine Firma wurde sehr erfolgreich und bekannt durch die Veröffentlichung von Bürgerkriegskarten, die während des Bürgerkriegs gedruckt und in Zeitschriften veröffentlicht wurden.
1864 reiste Prang zurück nach Europa, um die neuesten Lithografie-Techniken zu erlernen. Ein Jahr später kehrte er nach Boston zurück und fertigte hochwertige Reproduktionen von berühmten Kunstwerken an. Außerdem erstellte Prang auch Serien von populären Albumkarten, die zu gefragten Sammlerobjekten wurden. Meistens wurden auf diesen Karten Naturszenen oder patriotische Symbole abgebildet.
1873 begann Prang damit, Grußkarten für den englischen Markt zu produzieren, ein Jahr später verkaufte er die erste Weihnachtskarte in Amerika. Das ist der Grund, warum Prang auch als „Vater der amerikanischen Weihnachtskarte“ bezeichnet wird.
Im Juni 1886 veröffentlichte Prang eine Serie von Drucken unter dem Namen Prang’s War Pictures: Aquarelle Facsimile Prints. Diese Serie wurde so berühmt, dass sie auch andere Lithografen wie zum Beispiel Kurz and Allison inspirierten. Prang fügte in den folgenden Serien allerdings mehr Moderne ein und distanzierte sich vom Panoramastil.
1897 fusionierte die L. Prang Company mit einer anderen Firma und gründete so die Taber-Prang Company. Der Firmensitz wurde nach Springfield, Massachusetts verlegt. Prang starb in Los Angeles während seines Urlaubs 1909. Begraben ist er heute auf dem Forest Hills Friedhof in Jamaica Plain, Massachusetts.

## Lithographie

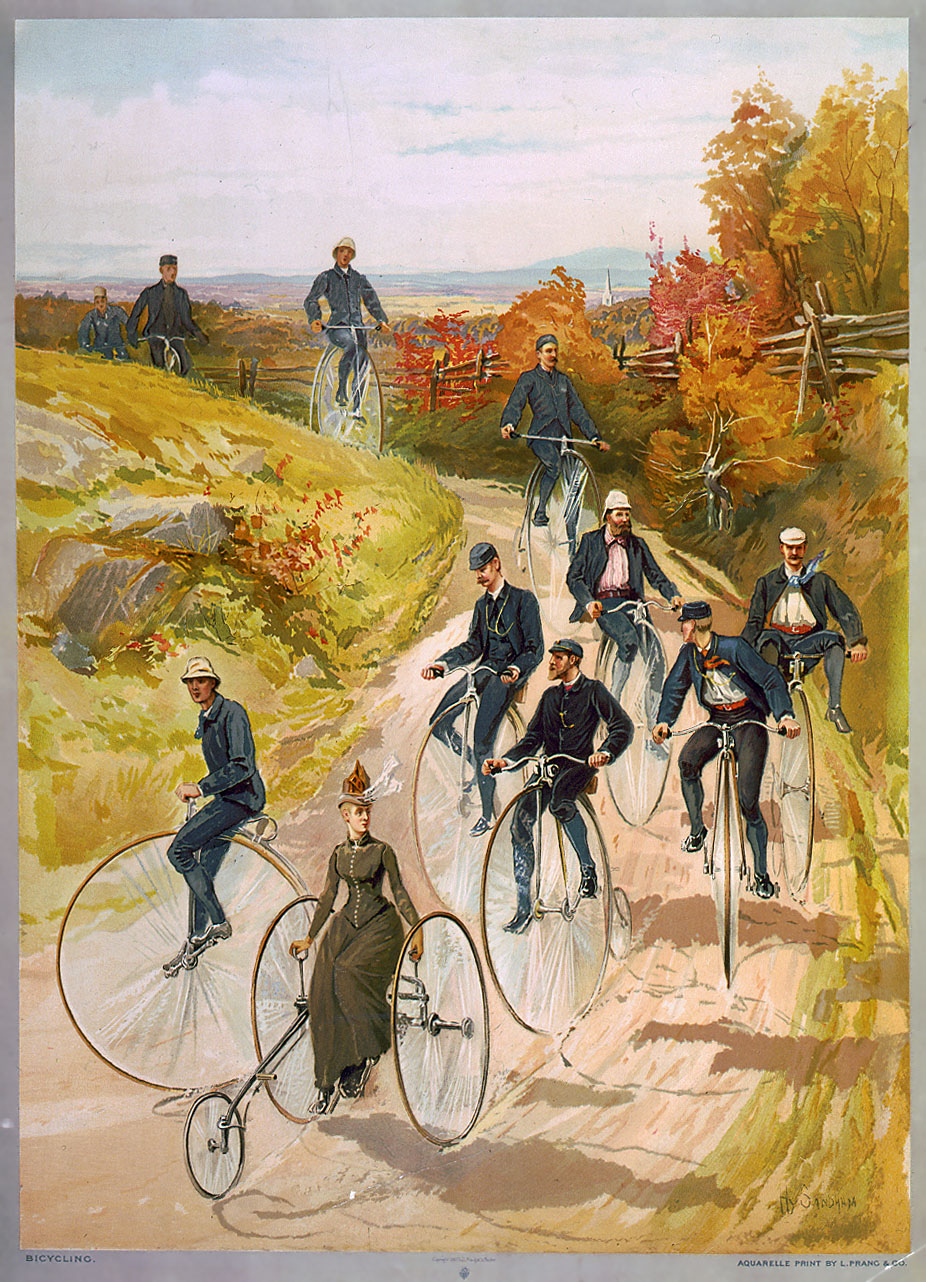
„Bicycling“
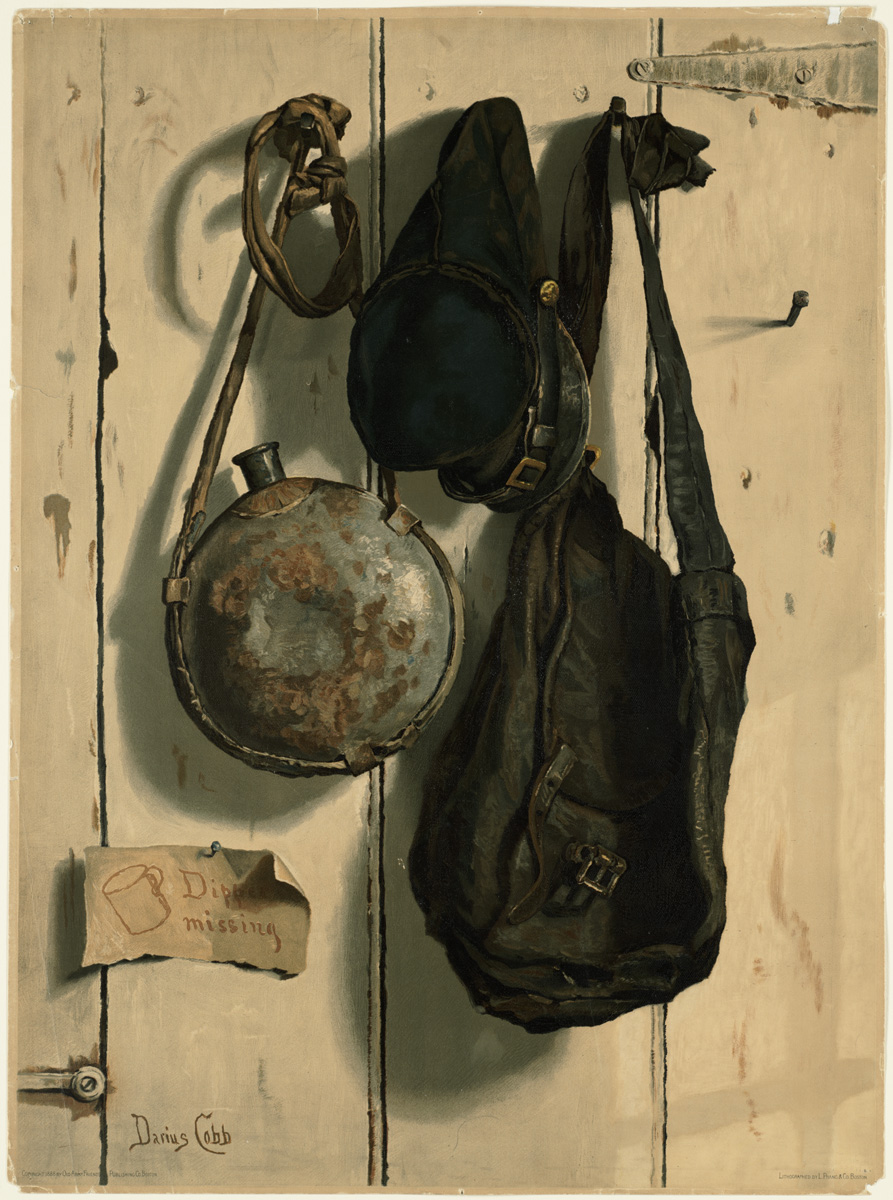
„Civil War trompe l’oeil“
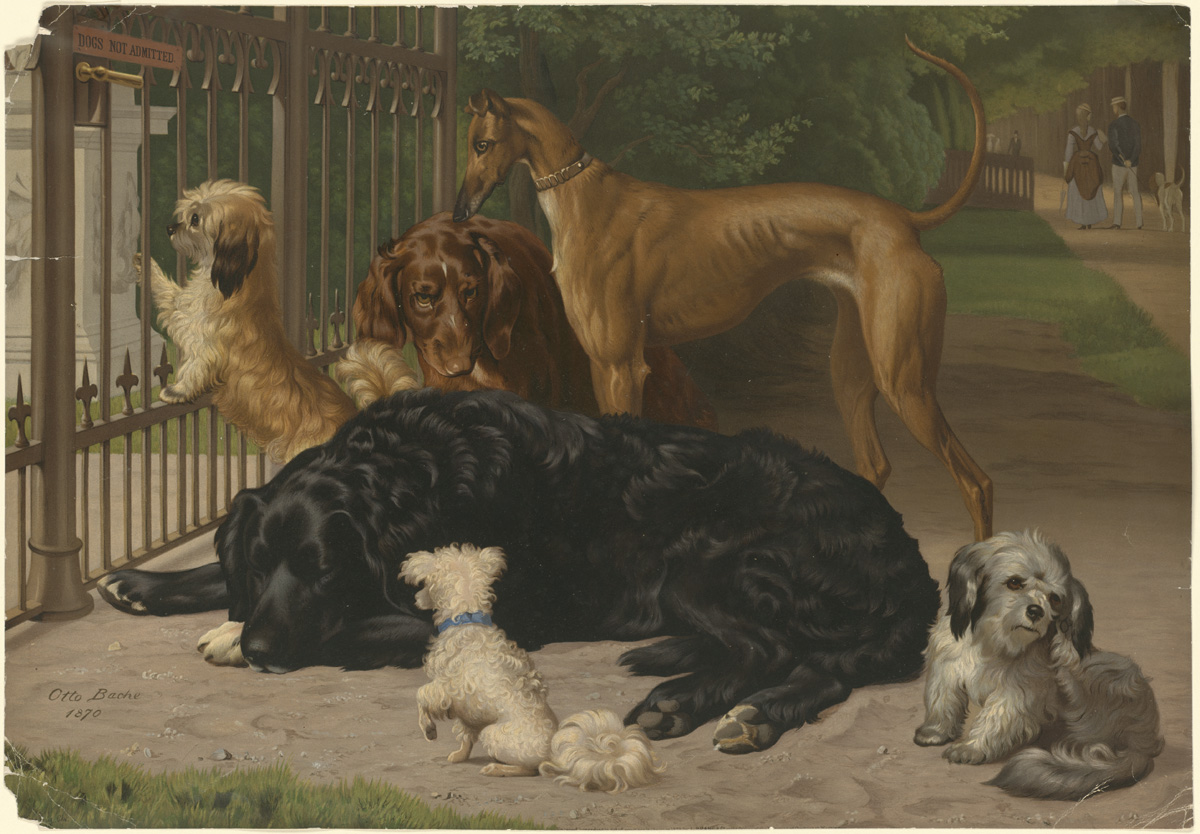
„Dogs Not Admitted“
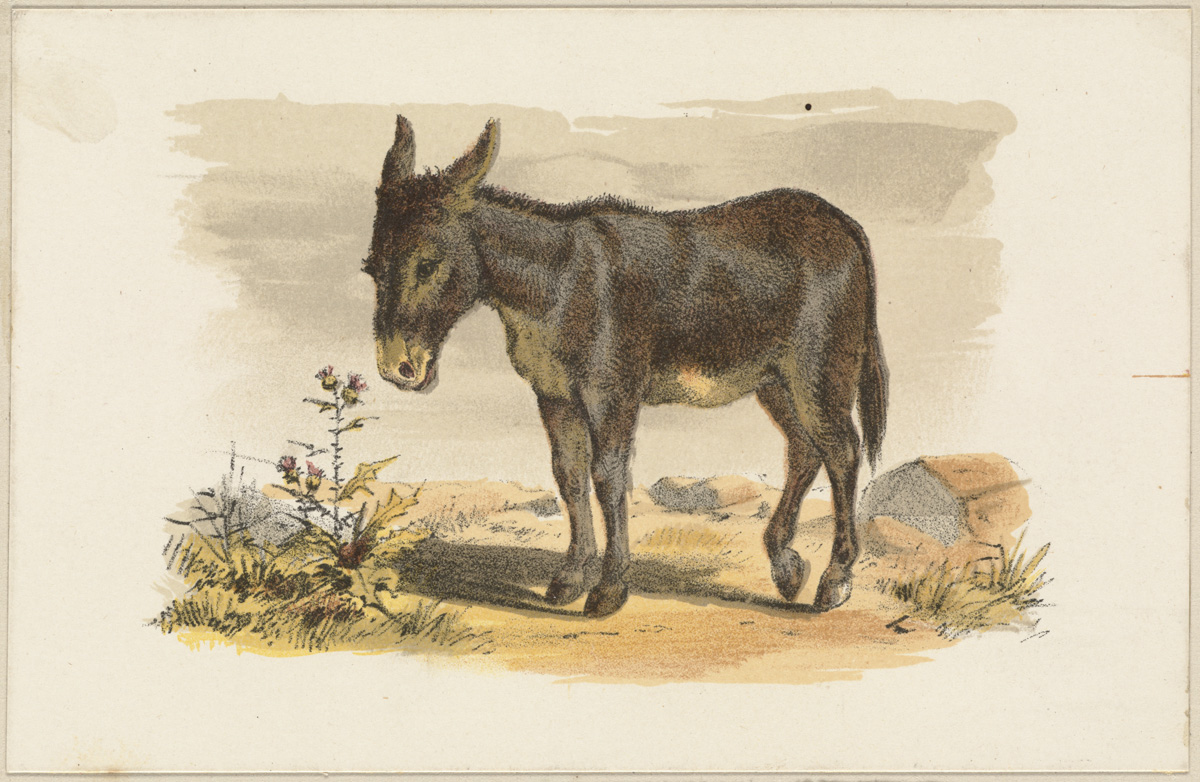
Esel
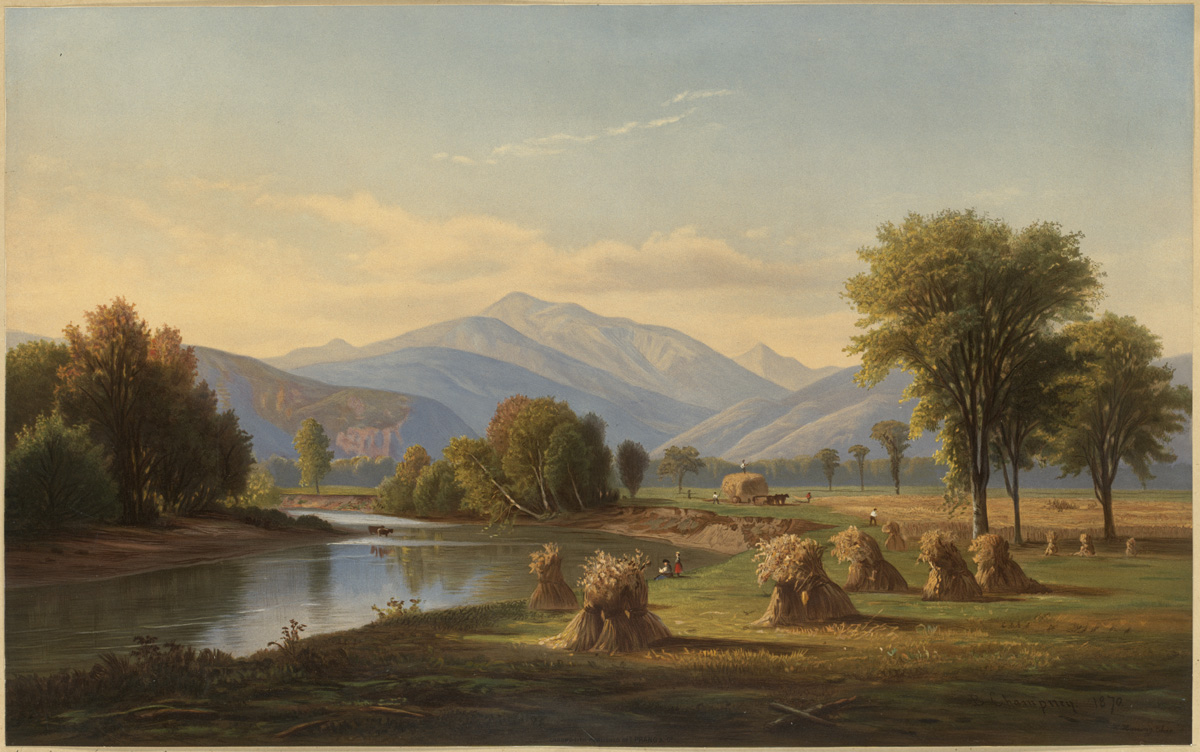
North Conway Meadows
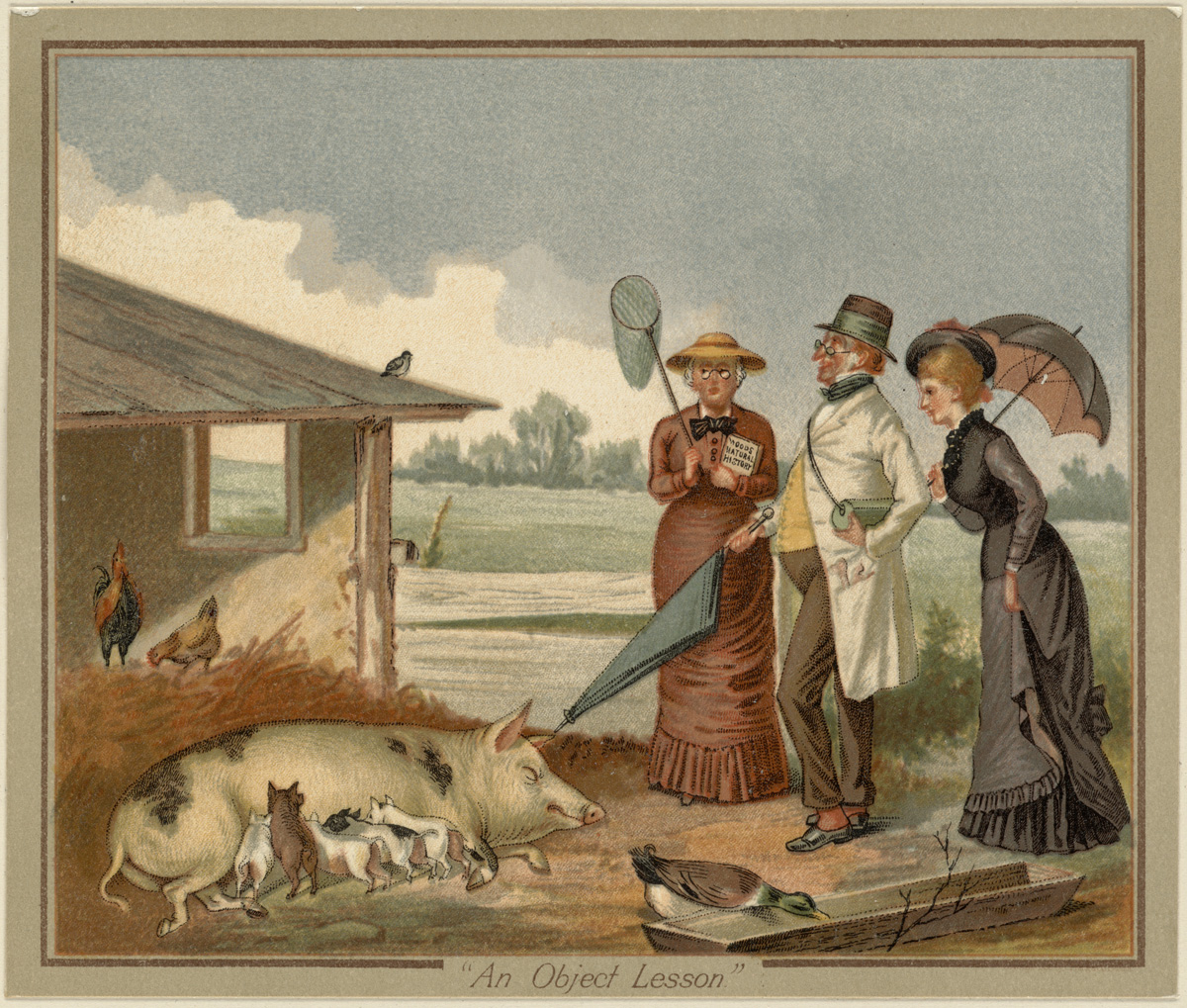
„An Object Lesson“
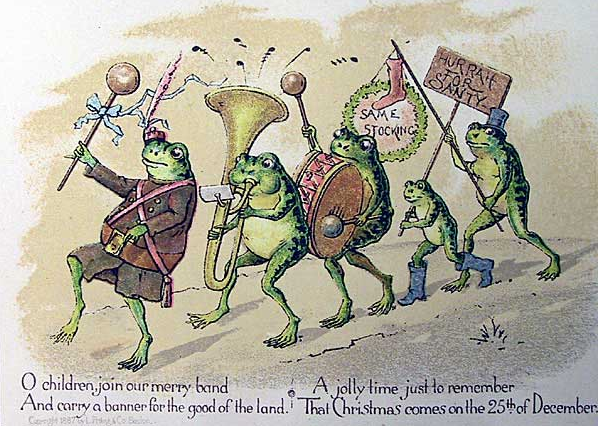
Weihnachtskarte mit Fröschen bei einer Parade
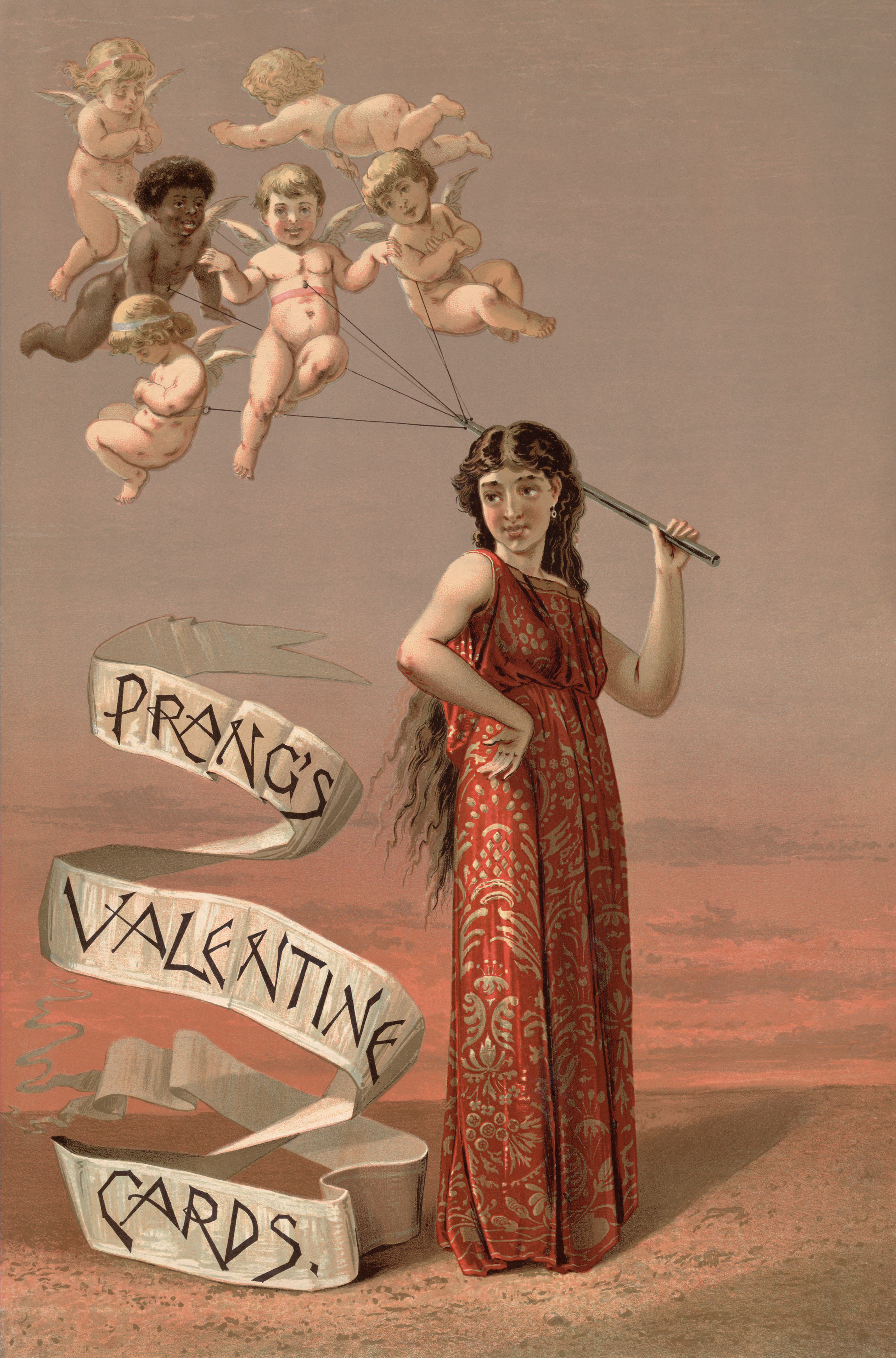
Valentinskarte
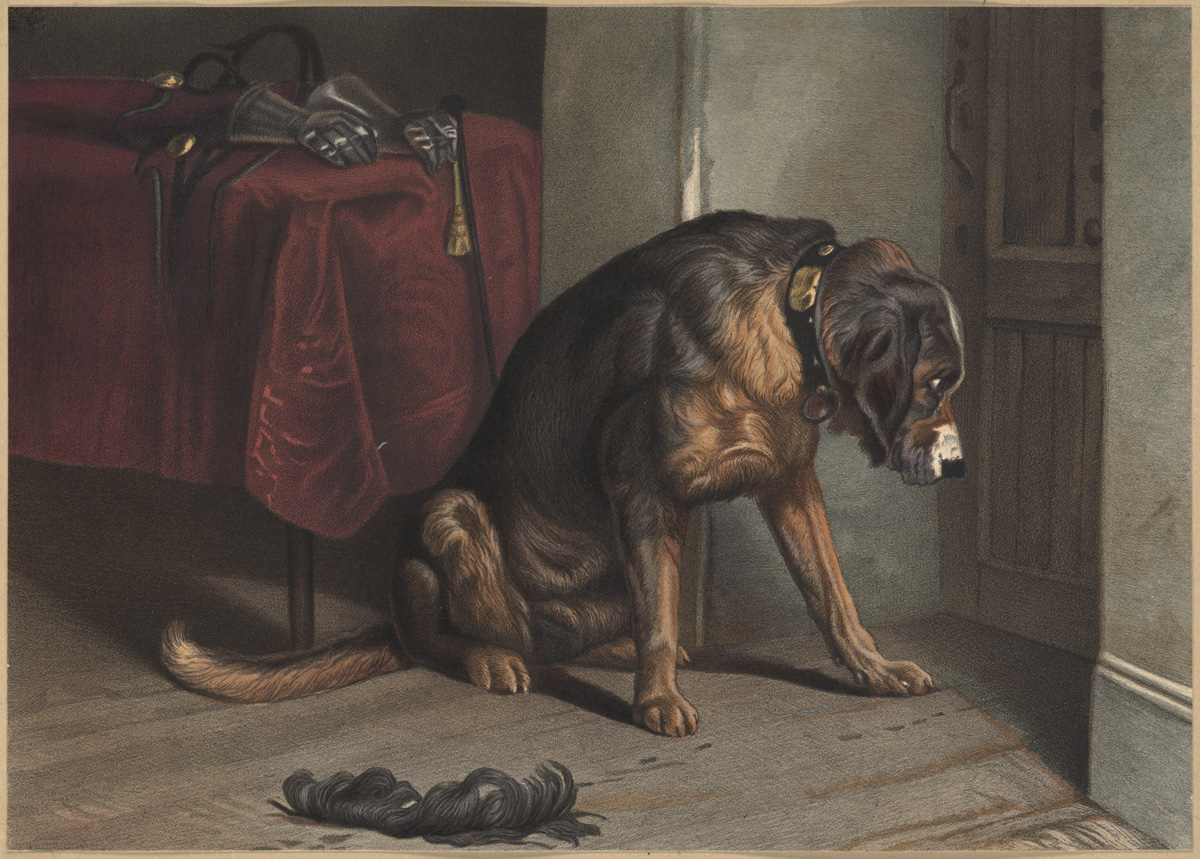
„A Friend in Suspense“
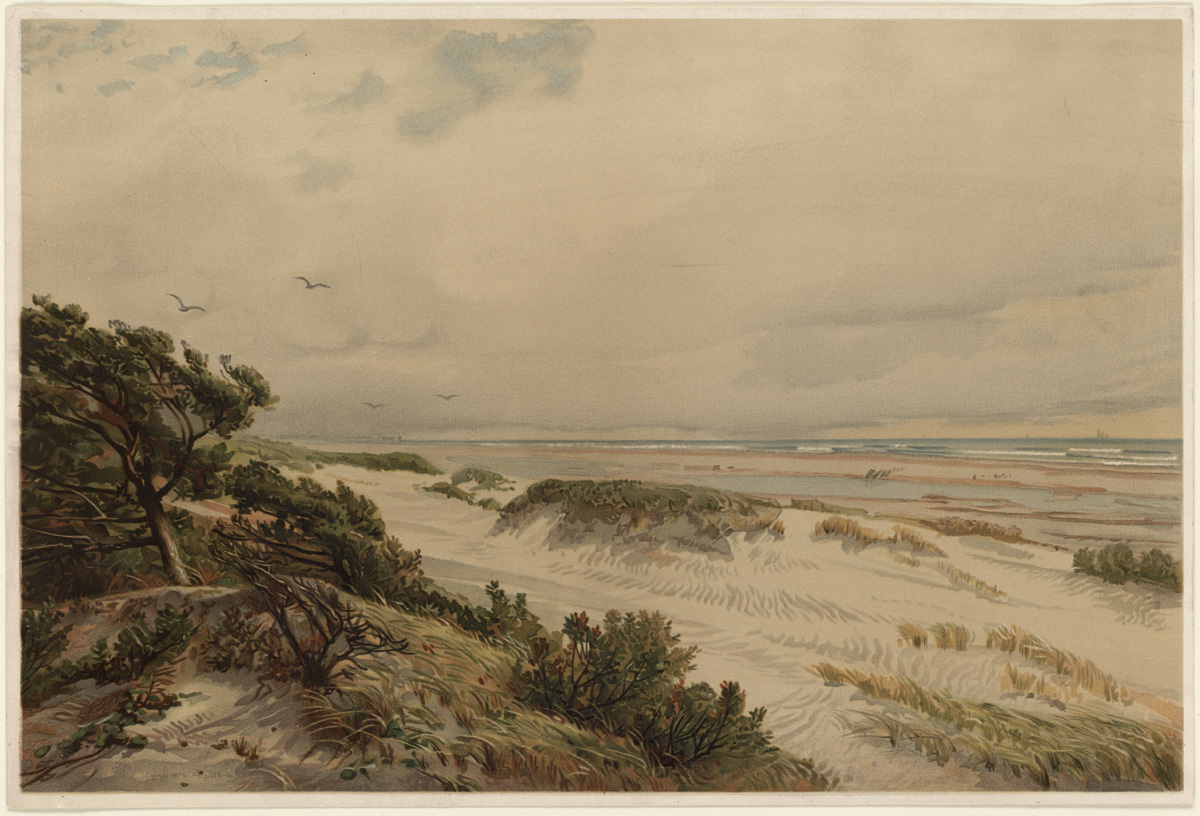
Strandszene
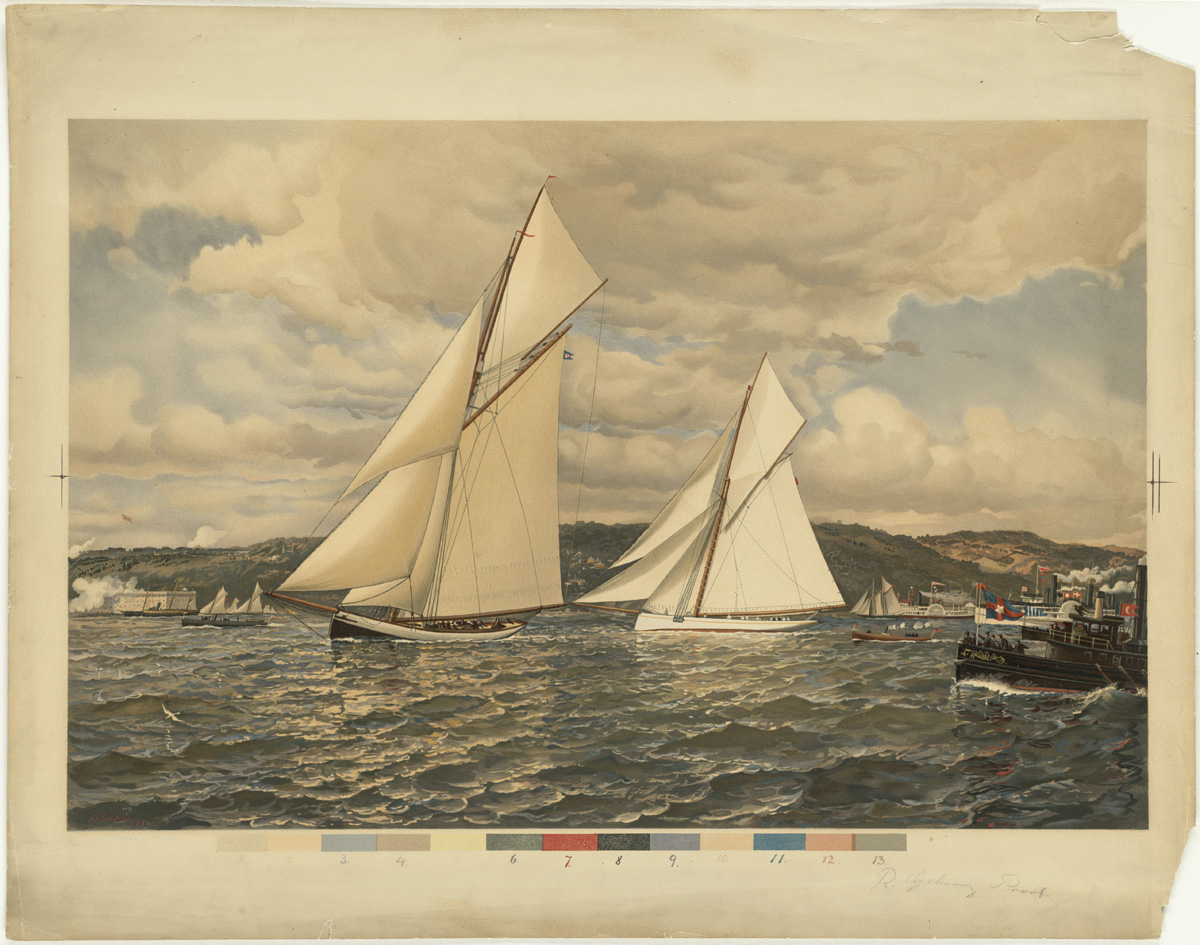
Bootsrennen
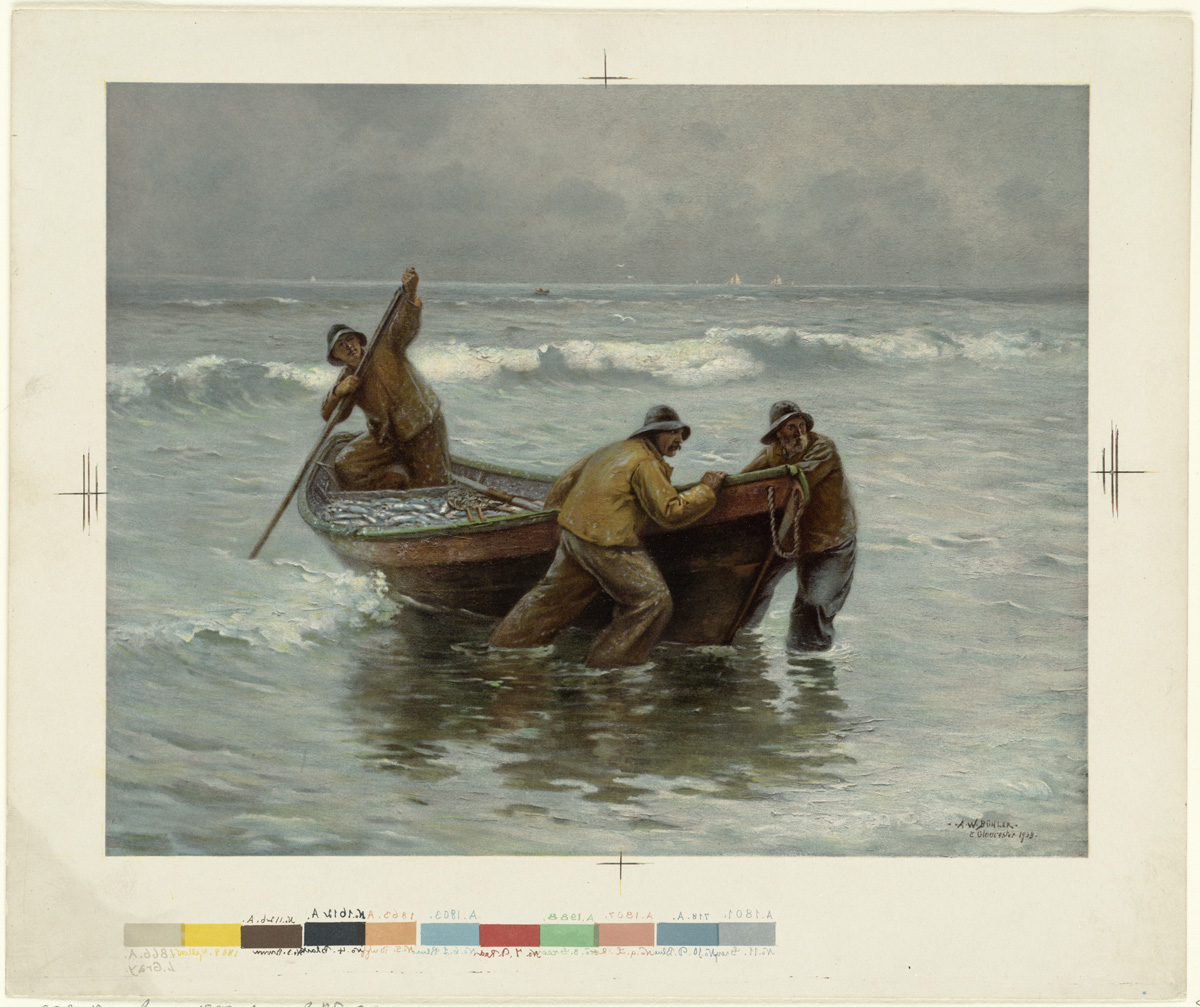
„Fisherman bringing in their catch“
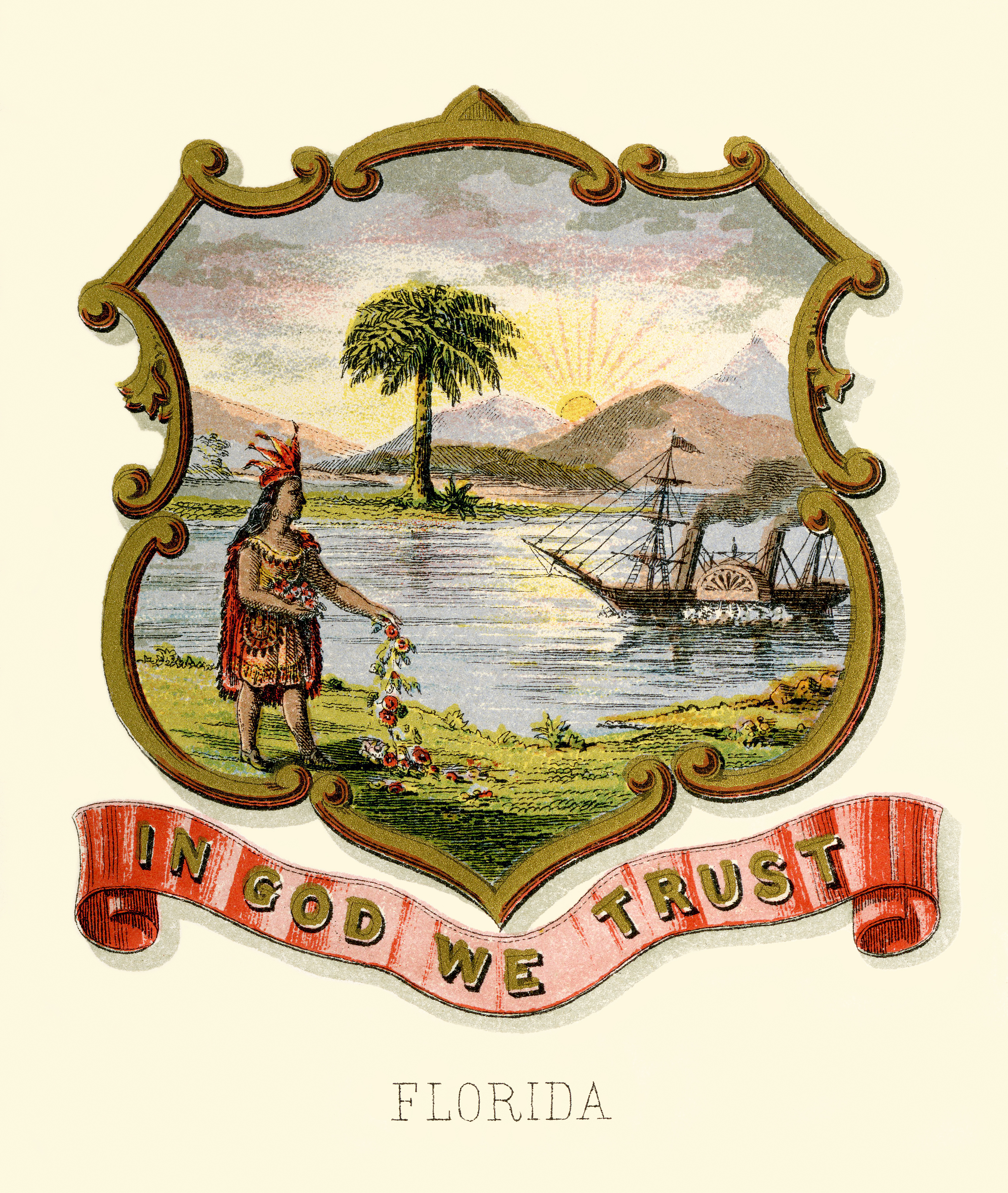
Staatssiegel Floridas nach einem Entwurf von Henry Mitchell, veröffentlicht 1876 von L. Prang